# Páni z Michalovic
Páni z Michalovic jsou starý panský rod z rozrodu Markvarticů. Jmenují se po hradě Michalovice na Jizeře. Se stejným predikátem později existoval také rod vladyků z Michalovic, který pocházel z rodiny žateckých měšťanů.

## Historie

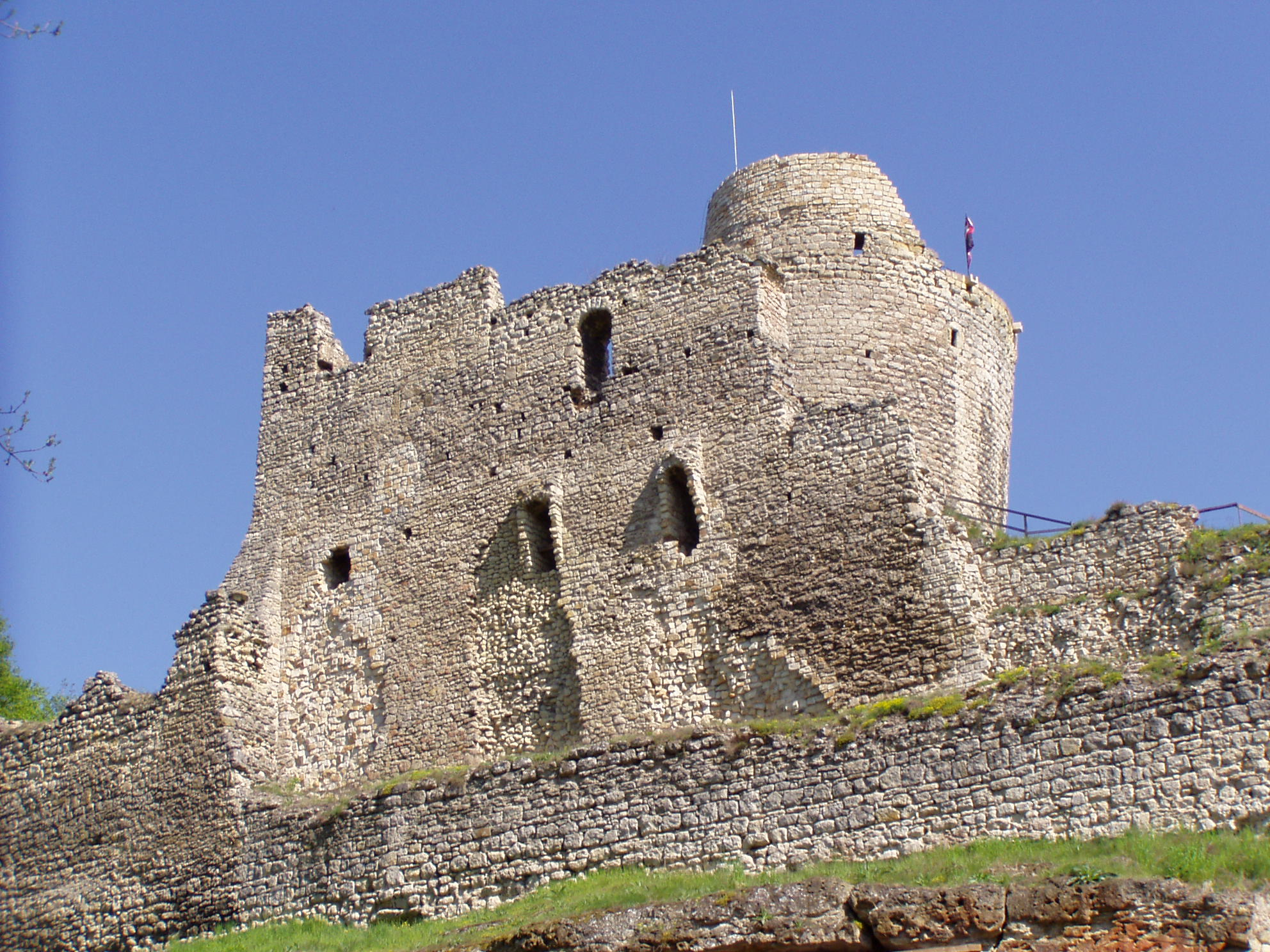
Zbytky hradu Michalovice

### Páni z Michalovic
Prvním předkem rodu se stal Beneš Okrouhlý, syn Beneše Markvartice. Beneš Okrouhlý měl syna Beneše Pyšného s hradem Velešín, po kterém se psal („Ich Benesch von Welesching”). V roce 1361 obdržel Petr I. z Michalovic u Norimberka od krále Karla IV. lénem majetky „castra Ratin und Huscz”.
Syn Beneše byl Jan I. z Michalovic. Postavil si poblíž Mladé Boleslavi hrad Michlsperk, tj. Michalovice, a po něm převzal i své přízvisko, predikát. Stal se nejznámějším příslušníkem rodu z Michalovic. Sloužil v úřadu nejvyššího číšníka, miloval rytířské turnaje, v letech 1293–1296 pobýval na turnajích v Porýní a Francii a získal si tu velkou slávu svým uměním a neohrožeností, což se objevilo i v kronice Dalimilově. Po otci získal hrady Velešín, Ostrý i Děvín.

### Další členové rodu
Syn Jana z Michalovic byl Beneš Věrný z Michalovic, který se stal v roce 1315 pražským purkrabím. Oženil se s Johankou z Rožmberka. Jeho syn byl Jan II. Správný, který držel kromě Michalovic i Mladou Boleslav, Brandýs nad Labem, Ostrý, Velešín, Starou Boleslav a Úštěk. Václav z Michalovic († 28. 8. 1451) působil jako generální převor řádu johanitů v Českém království.
Poslední člen rodu byl Jindřich z Michalovic, též psaný jako Kruhlata. Poté, kdy byl popraven na Staroměstském náměstí v Praze v září 1453 Jan Smiřický ze Smiřic, získal horlivý stoupenec a příbuzný Jiřího z Poděbrad Jindřich z Michalovic panství Bezděz a také úřad nejvyššího komorníka v království. V roce 1457 cestoval s poselstvím krále Jiřího z Poděbrad do Francie. Roku 1460 král jeho Doksům potvrdil platnost městských privilegií daných městečku králem Karlem IV. 3. června 1468 byl při bitvě u Turnova těžce raněn a krátce nato zemřel, jím páni z Michalovic vymírají po meči. Majetek rodu získala Jindřichova sestra Magdaléna, která se provdala za Jana z Cimburka.
Rod je spřízněný společným původem s Vartemberky, Valdštejny, Lemberky a pány ze Zvířetic.

## Erb

Rodový erb používaný do počátku 14. století

Jako erb kdysi používali lva a ve třicátých letech 14. století si zvolili půlený černo-stříbrný erb.

## Příbuzenstvo
Páni z Michalovic se spojili s Rožmberky, Cimburky či pány z Hradce.